# Médium (seriál, 2005)
Médium  (v anglickém originále Medium) je americký mysteriózní dramatický televizní seriál. Seriál vytvořil Glenn Gordon Caron a produkovaly jej společnosti Picturemaker Productions a Grammnet Productions. Poprvé se na televizních obrazovkách objevil 3. ledna 2005 na americké televizní stanici NBC. Od roku 2009 byl vysílán na CBS, kde zůstal až do svého posledního dílu 21. ledna 2011.
Seriál vypráví o Allison DuBoisové (Patricia Arquette), která pracuje jako médium pro okresního návladního ve Phoenixu Manuela Devalose (Miguel Sandoval). Seriál je založen na skutečných událostech a zkušenostech s vyhlášeným duchovním médiem ve Spojených státech amerických - Allison DuBoisovou, která tvrdí, že spolupracovala s orgány činnými v trestním řízení v celé zemi při vyšetřování trestné činnosti.

## Osoby a obsazení
| herec/herečka                         | postava                                                                | role                                                                      | poznámka                         | v českém znění                                     | délka role                                             |
| ------------------------------------- | ---------------------------------------------------------------------- | ------------------------------------------------------------------------- | -------------------------------- | -------------------------------------------------- | ------------------------------------------------------ |
| Patricia Arquette                     | Allison DuBoisová (v dabingu pro Hallmark nepřechýleně Allison DuBois) | médium                                                                    | hlavní představitelka            | Ivana Milbachová                                   | sezóna 1 - 7                                           |
| Jake Weber                            | Joe DuBois                                                             | inženýr, matematik                                                        | manžel Allison                   | Libor Hruška                                       | sezóna 1 - 7                                           |
| Miguel Sandoval                       | Manuel Devalos                                                         | okresní návladní (v dabingu Prima v sezóně 1 - 4 nazýván okresní žalobce) | nadřízený/šéf Allison            | Pavel Šrom (Prima) Jaromír Meduna (Hallmark)       | sezóna 1 - 7                                           |
| Sofia Vassilieva                      | Ariel DuBois                                                           | —                                                                         | nejstarší dcera Allison a Joeho  | Terezie Taberyová                                  | sezóna 1 - 7                                           |
| Maria Lark                            | Bridgette DuBois                                                       | —                                                                         | prostřední dcera Allison a Joeho | Viktorie Taberyová                                 | sezóna 1 - 7                                           |
| David Cubitt                          | Lee Scanlon                                                            | detektiv                                                                  | spolupracuje s Allison           | Martin Stránský (Prima) Zbyšek Pantůček (Hallmark) | sezóna 1 (vracející se vedlejší postava), sezóna 2 - 7 |
| Tina DiJoseph                         | Lynn DiNovi                                                            | spolupracovnice státního zástupce, později zástupce prokurátora           | přítelkyně detektiva Scanlona    |                                                    | sezóna 1 - 7 (vracející se vedlejší postava)           |
| Madison Carabello                     | Marie DuBois                                                           | —                                                                         | nejmladší dcera Allison a Joeho  |                                                    | sezóna 1 - 7 (vracející se vedlejší postava)           |
| Miranda Carabello                     | Marie DuBois                                                           | —                                                                         | nejmladší dcera Allison a Joeho  |                                                    | sezóna 1 - 7 (vracející se vedlejší postava)           |
| Ryan Hurst (1 - 3) David Arquette (7) | Michael "Lucky" Benoit                                                 | —                                                                         | nevlastní bratr Allison          |                                                    | sezóna 1 - 3, 7 (vracející se vedlejší postava)        |
| Arliss Howard                         | Kenneth Push                                                           | kapitán texaské policie                                                   | —                                |                                                    | sezóna 1 - 3 (vracející se vedlejší postava)           |
| Bruce Gray                            | pan Dubois                                                             | otec Joeho                                                                | duch vracející se ve snech       |                                                    | sezóna 1 - 7 (vracející se vedlejší postava)           |
| Kathy Baker                           | paní Dubois                                                            | matka Joeho                                                               | —                                |                                                    | sezóna 1 - 7 (vracející se vedlejší postava)           |
| Anjelica Huston                       | Cynthia Keener                                                         | vyšetřovatelka                                                            | zaměstnavatelka Allison          | Valerie Zawadská                                   | sezóna 4 - 5 (vracející se vedlejší postava)           |

## Ocenění
| rok  | skupina                                            | ocenění                                                                             | výsledek  | příjemce/držitel(é)           |
| ---- | -------------------------------------------------- | ----------------------------------------------------------------------------------- | --------- | ----------------------------- |
| 2005 | BMI Film & TV Awards                               | Ocenění BMI TV za hudbu.                                                            | vítězství | Mychael Danna, Jeff Beal      |
| 2005 | Emmy Award                                         | Vynikající ztvárnění hlavní role v dramatickém seriálu.                             | vítězství | Patricia Arquette             |
| 2005 | Imagen Foundation Awards                           | Nejlepší herec - kategorie televize                                                 | nominace  | Miguel Sandoval               |
| 2005 | Satellite Award                                    | Vynikající herečka v dramatickém seriálu.                                           | nominace  | Patricia Arquette             |
| 2005 | Satellite Award                                    | Vynikající herec v dramatickém seriálu.                                             | nominace  | Jake Weber                    |
| 2006 | ASCAP Film and Television Music Awards             | Ocenění ASCAP - špičkový televizní seriál                                           | vítězství | Sean Callery                  |
| 2006 | Academy of Science Fiction, Fantasy & Horror Films | Ocenění Saturn - nejlepší herečka v dramatickém seriálu.                            | nominace  | Patricia Arquette             |
| 2006 | Zlatý glóbus                                       | Vynikající ztvárnění hlavní role v dramatickém seriálu.                             | nominace  | Patricia Arquette             |
| 2006 | Motion Picture Sound Editors                       | Golden Reel Award - nejlepší editace zvuku v televizním seriálu - hudba             | vítězství | Robert Cotnoir (music editor) |
| 2006 | Screen Actors Guild                                | Vynikající ztvárnění ženské role v dramatickém seriálu.                             | nominace  | Patricia Arquette             |
| 2006 | Young Artist Awards                                | Nejlepší podání role v televizním dramatickém seriálu - mladá herečka               | vítězství | Sofia Vassilieva              |
| 2006 | Young Artist Awards                                | Nejlepší ztvárnění v seriálu (komedie nebo drama) - mladá herečka                   | nominace  | Maria Lark                    |
| 2007 | ALMA Awards                                        | Nejlepší herec hrající vedlejší roli - televizní seriál, miniseriál, televizní film | nominace  | Miguel Sandoval               |
| 2007 | Academy of Science Fiction, Fantasy & Horror Films | Ocenění Saturn - nejlepší herečka v televizním seriálu.                             | nominace  | Patricia Arquette             |
| 2007 | Emmy Award                                         | Vynikající ztvárnění hlavní role v dramatickém seriálu.                             | nominace  | Patricia Arquette             |
| 2007 | Zlatý glóbus                                       | Nejlepší výkon/podání role ženské herečky v dramatickém seriálu.                    | nominace  | Patricia Arquette             |
| 2007 | Screen Actors Guild                                | Vynikající výkon/podání role ženské herečky v dramatickém seriálu.                  | nominace  | Patricia Arquette             |
| 2008 | Zlatý glóbus                                       | Nejlepší výkon/podání role ženské herečky v dramatickém seriálu.                    | nominace  | Patricia Arquette             |
| 2008 | Emmy Award                                         | Vynikající hostující herecká role dramatickém seriálu.                              | nominace  | Anjelica Huston               |